# 母狼区
母狼区（Contrada della Lupa）是意大利锡耶纳的17个堂区之一。位于田野广场以北。传统上，该区居民为面包师。
该区标志为一只母狼，在喂养一对孪生子。传说锡耶纳是由瑞摩斯的儿子建立，瑞摩斯和他的孪生兄弟罗穆卢斯都是由母狼抚育长大，建立了罗马。因此，该区的姊妹城市是罗马。
该区区旗为黑色和白色，镶橙色边。
该区竞争对手为豪猪区。
该区格言为“罗马的力量，锡耶纳的荣耀”（Di Roma lo stemma, di Siena l'onore）。
该区的主保圣人是圣Rocco，庆祝日是8月16日。
该区最后一次在锡耶纳赛马节中获胜是在1989年。历史上该区共获胜34次。母狼区博物馆的珍贵展品是朱塞佩加里波第捐赠的该区在1867年锡耶纳赛马节中获胜的照片。